# Auditor
Auditor (ou The Auditor); (né avant 1986 - 19 novembre 2003) est un chien abandonné qui vivait sur les emprises de l'entreprise minière Montana Resources autour de Berkeley Pit, une mine de cuivre à ciel ouvert désaffectée, un site particulièrement toxique (classé Superfund) situé à proximité de Butte dans l'État du Montana aux États-Unis. 
L'animal a été aperçu pour la première fois à la mine en 1986. Ce chien, d'aspect hirsute évitait de manière général tout contact humain. On lui a donné le nom d'Auditor (« Vérificateur ») en raison de son habitude d'apparaître à des moments inattendus. Auditor était probablement un chien de race puli car il possédait une toison torsadée, semblables à des dreadlocks, caractéristique de cette race. Les employés de la mine fournissaient nourriture, eau et gîte à l'animal, qui errait dans la mine, disparaissant souvent pendant plusieurs semaines d'affilée, interagissant le moins possible avec les humains. Après qu'il a commencé à montrer des signes d'arthrite, de l'aspirine a été ajoutée à sa nourriture. Auditor est décédé le 19 novembre 2003, il avait alors au moins 17 ans,,.
Holly Peterson, une environnementaliste de Montana Tech, a analysé des échantillons de poils prélevés sur Auditor vers la fin de sa vie et y a détecté des niveaux élevés de « presque tous les éléments [chimiques] imaginables », elle a notamment relevé un niveau d'arsenic 128 fois supérieur à celui trouvé normalement dans des poils de chien. L'étude de Peterson a été publiée dans l'Intermountain Journal of Sciences en juin 2006. Cette publication a rendu célèbre Auditor et Peterson a ultérieurement créé la Fondation Auditor en mémoire du chien via laquelle elle a fait ériger trois statues en bronze de l'animal à Butte,.